# Крживоблоцкий, Яков Степанович
Яков Степанович Крживоблоцкий (1832—1900) — русский военный деятель, генерал от инфантерии (1895).  Член Военного совета Российской империи (1898).

## Биография
В службу вступил в 1851 году. В 1854 году после окончания Брестского кадетского корпуса и Дворянского полка произведён в  прапорщики и подпоручики. В 1855 году произведён в поручики.
В 1857 году после окончания Николаевской военной академии по 1-му разряду произведён  в штабс-капитаны и капитаны ГШ. С 1858 года старший адъютант штаба Отдельного гренадёрского корпуса. С 1859 года квартирмейстер 2-й гренадёрской дивизии. В 1860 году произведён в подполковники и состоял до назначения в распоряжении военного министра и генерал-квартирмейстера Главного штаба, после утверждения назначен начальником штаба 2-й гренадёрской дивизии.
В 1863 году произведён в полковники с назначением начальником штаба 4-й пехотной дивизии, участник усмирения Польского мятежа. С 1866 года командир 3-го пехотного Нарвского генерал-фельдмаршала князя Михаила Голицына полка.
В 1872 году произведён в генерал-майоры с назначением помощником начальника штаба, с 1876 года начальником штаба  Одесского военного округа. С 1877 года участник Русско-турецкой войны. В 1881 году произведён в генерал-лейтенанты. С 1882 года назначен начальником 14-й пехотной дивизии. С 1890 года назначен командиром 14-го армейского корпуса. С 1894 года помощник командующего войсками Варшавского военного округа по управлению Варшавским укреплённым районом.
В 1895 году произведён в генералы от инфантерии. С 1898 года назначен членом Военного совета Российской империи.
Умер в 1900 году в Петербурге.

## Награды
Награды
- Орден Святой Анны 3-й степени  (1859)
- Орден Святого Станислава 2-й степени (1862; Императорская корона — 1865)
- Орден Святой Анны 2-й степени (1868; Императорская корона — 1871)
- Орден Святого Владимира 3-й степени (1873)
- Орден Святого Станислава 1-й степени (1876)
- Орден Святой Анны 1-й степени  (1878)
- Орден Святого Владимира 2-й степени  (1884)
- Орден Белого орла (1891)
- Высочайшая благодарность (1897)
- Орден Святого Александра Невского (ВП от 6.12.1899)